# Territoriale prelatuur Santo Cristo de Esquipulas
De territoriale prelatuur Santo Cristo de Esquipulas (Latijn: Praelatura Territorialis Sanctissimi Domini Nostri Iesu Christi de Esquipulas) is een rooms-katholieke territoriale prelatuur met als zetel Esquipulas, in Guatemala. De territoriale prelatuur is suffragaan aan het aartsbisdom Santiago de Guatemala. Hoewel officieel een territoriale prelatuur is het sinds 1986 niet meer zelfstandig maar samengevoegd met het bisdom Zapaca in aeque principaliter. De kerkelijke gebieden samen worden ookwel bisdom Zapaca y Santo Cristo de Esquipulas genoemd. 

## Geschiedenis
De territoriale prelatuur werd opgericht op 16 september 1956, uit delen van het bisdom Zapaca. Op 24 juni 1986 werd het conform de pauselijke bul Qui pro munere aeque principaliter samengevoegd met het bisdom Zapaca, en worden de kerkelijke gebieden samen bisdom Zapaca y Santo Cristo de Esquipulas genoemd. Sindsdien is de bisschop van Zapaca tevens prelaat van Santo Cristo de Esquipulas.

## Parochies
De territoriale prelatuur had in 2022 een oppervlakte van 532 km2 en telde 77.200 inwoners waarvan 88,0% rooms-katholiek was.

## Prelaten
- Mariano Rossell y Arellano (16 september 1956 - 10 december 1964; tevens aartsbisschop van Guatemala
- Mario Antonio Casariego y Acevedo (12 december 1964 - 15 juni 1983); tevens aartsbisschop van Guatemala, kardinaal in 1969
- Próspero Penados del Barrio (1 december 1983 - 24 juni 1986); tevens aartsbisschop van Guatemala